# 黒田長政
黒田 長政（くろだ ながまさ）は、安土桃山時代から江戸時代前期にかけての武将・大名。筑前国福岡藩初代藩主。
戦国武将・黒田孝高（官兵衛・如水）の嫡男。九州平定、文禄・慶長の役で活躍した。特に関ヶ原の戦いでは東軍につき一番の功労者として称えられ、徳川家康より筑前国名島に52万3千余石の封を受け、福岡藩を立藩し初代藩主となった。長政も父の孝高と同じくキリシタン大名であったが、棄教した。

## 生涯

### 出生
長政は永禄11年（1568年）12月3日、黒田孝高と正室・櫛橋光の嫡男として播磨姫路城にて生まれる。幼名は松寿丸（しょうじゅまる）といった。当時、この名前は縁起の良い名前として、武将の嫡子にはよくつけられた名前である。当時の黒田家は御着城主・小寺政職の家老として、小寺姓を賜って名乗っていたため、小寺吉兵衛とも呼ばれる。

### 織田家の人質時代
長政の父・孝高は中央の織田信長に伺候し、織田氏家臣の羽柴秀吉（後の豊臣秀吉）に従っていたが、天正5年（1577年）10月15日に孝高は秀吉に対して起請文を提出し、松寿丸を人質として秀吉に預けている。これは信長が播磨諸侯に人質の提出を命じたものの、主君の政職が嫡子・氏職が病弱であることを理由に、松寿丸を代わりに提出させたためとされる。
松寿丸は秀吉の居城・近江長浜城にて、秀吉・おね夫婦から人質ながら、我が子のように可愛がられて過ごしたという。このころ、別所重宗の娘と婚約しているが、のちに破談となった。
天正6年（1578年）、信長に一度降伏した荒木村重が反旗を翻した（有岡城の戦い）。父の孝高は、懇意であった村重を翻意させるために有岡城へ乗り込むも説得に失敗し逆に拘束された。この時、いつまで経っても戻らぬ孝高を、村重方に寝返ったと見なした信長からの命令で松寿丸は処刑されることになった。ところが、父の同僚・竹中重治（半兵衛）が密かに松寿丸の身柄を居城・菩提山城城下に引き取って家臣・不破矢足（喜多村直吉）の邸に匿い、信長には処刑したと虚偽の報告をするという機転を効かせた。
有岡城の陥落後、父が救出され疑念が晴らされたため、姫路へ帰郷した。

### 羽柴（豊臣）家の家臣として
天正10年（1582年）6月、本能寺の変で信長が明智光秀の襲撃によって自刃すると、父と共に秀吉に仕える。秀吉の備中高松城攻めに従い、初陣の冠山城の戦いなど中国地方の毛利氏方と戦った（備中高松城の戦い）。
天正11年（1583年）、賤ヶ岳の戦いでも功を挙げて、初めて河内国内に450石の領地を与えられる。
天正12年（1584年）、小牧・長久手の戦いでは大坂城の留守居を務め、雑賀衆、根来衆、菅達長率いる長宗我部水軍と戦った。その功績により、加増2,000石を与えられる。
天正15年（1587年）、九州平定において、長政自身は日向財部城攻めで功績を挙げた。戦後、父子の功績をあわせて孝高に豊前国中津に12万5,000石が与えられた。しかし豊前の国人勢力を懐柔するのは困難であった。その中の有力領主の一人・城井鎮房（宇都宮鎮房）は秀吉の出陣要請に対して、病気と称して自身は出陣せず、息子の城井朝房に僅かな手勢を付けて参陣させた。だが、このような鎮房の態度に秀吉は不信を抱き、以後の豊前国の治世の困難を憂慮して九州平定後、鎮房に伊予国への移封を命ずる。移封は加増を伴ったものであるが鎮房は先祖伝来の地に固執して朱印状の受け取りを拒否し、秀吉の怒りを買うに至る。
この期に及んでは穏便に事を修めることが不可能と悟った長政は城井谷を攻撃したが、地の利のある鎮房のゲリラ戦術に苦戦した。そこで黒田父子は付け城を築いて兵站を断つ持久戦法をとり、他の国人勢力を各個攻め下していった。これが功を奏し形勢は逆転し、鎮房は12月下旬に13歳になる娘・鶴姫を人質に差し出すことを条件に和議を申し出、それが受け入れられ鎮房は恭順を誓った。しかし、秀吉の承認を得ることは出来なかった。秀吉の承認を得ることができないと知った長政は、城井一族の誅伐を決心した。
天正16年（1588年）4月20日、長政は鎮房を中津城に招いたが、家臣団は城下の合元寺に留め置かれた。わずかな共の者と中津城に入った鎮房は、長政の手によって酒宴の席で謀殺された。そして黒田勢が合元寺に差し向けられ、斬り合いの末に城井の家臣団は全員が討ち取られた。さらに黒田勢は城井谷城に攻め寄せて陥落させ、鎮房の父・城井長房を殺害した。また、鎮房の嫡男・城井朝房は、黒田孝高に従い一揆鎮圧のため出陣していたが肥後国で孝高によって暗殺された。こうして城井氏の勢力の殲滅に成功した長政は、人質の鶴姫を13人の侍女と共に、山国川の畔、広津の千本松河原で磔にして処刑した。
天正17年（1589年）、父が隠居したために家督相続を許され、同時に従五位下、甲斐守に叙任した。

### 朝鮮出兵
文禄元年（1592年）から行なわれた文禄・慶長の役では渡海している。長政は5千人の軍役を課せられ、主将として三番隊を率いて一番隊の小西行長や二番隊の加藤清正らとは別の進路を取る先鋒となった。釜山上陸後は金海、昌原、霊山、昌寧、厳風、茂渓津、星州、金山、秋風嶺、永同、文義、清州、竹山を進撃して、5月7日に漢城へ到達した。5月初旬の漢城会議で黄海道を任された三番隊は、平安道担当の一番隊と共に朝鮮王の宣祖を追って開城を攻略した。
6月15日、大同江の戦いでは朝鮮軍の夜襲を受け苦戦していた宗義智の軍勢を救援し、長政は負傷するも大いに奮戦し朝鮮軍を破った。
6月16日、敗退した朝鮮軍が放棄した平壌城を占領した。
6月下旬、黄海道の制圧に戻り、7月7日には海州を攻略した。
8月初旬、漢城会議で明の援軍を警戒して戦線を縮小して主要街道を固め、李廷馣の守る延安城を攻撃を行ったが落とすことが出来ず、以後黄海道の広範な制圧から転換して北方からの攻勢に対応するために主要街道沿いにある白川城・江陰城を守った。同じく三番隊の大友吉統は鳳山城・黄州城を拠点とした。
文禄2年（1593年）正月、中央から派遣された李如松率いる明の大軍が小西行長らの守る平壌城を急襲し、落城寸前の状態から撤退してきた小西軍を長政は白川城に収用した。漢城に集中した日本軍は碧蹄館の戦いで南下してきた明軍を撃破し、戦意を失った明軍と兵糧不足に悩む日本軍との戦いが停滞する中で、長政は幸州山城の戦いにも出陣した。
和平交渉が進み、日本軍は4月に漢城を放棄して朝鮮半島南部へ布陣を行った。6月には朝鮮南部の拠点である晋州城を攻略し（第二次晋州城攻防戦）、長政配下の後藤基次が先陣争いで活躍した。その後の南部布陣期の長政は機張城を守備する。
慶長元年（1596年）9月、日明和平交渉は大詰めを迎え、秀吉による明使謁見で双方の外交担当者による欺瞞が発覚して交渉が破綻すると秀吉は諸将に再出兵を命じた。
慶長2年（1597年）7月、元均率いる朝鮮水軍による攻撃があり、反撃により漆川梁海戦で朝鮮水軍を壊滅に追い込んだ日本軍は、8月より主に全羅道から忠清道へ攻勢を掛けた。長政は再度5千人の軍役を課せられ加藤清正や毛利秀元らと右軍を形成して黄石山城を攻略し（黄石山城の戦い）、8月に全州で左軍と合流し、全州会議に従って各軍の進路を定めた。長政ら右軍は忠清道の天安へ進出した。日本軍の急激な侵攻を受けて、漢城では明軍が首都放棄も覚悟したが明軍経理の楊鎬が抗戦を決意し、派遣された明将の解生の軍と長政軍が忠清道の稷山で遭遇戦（稷山の戦い）となり、激戦の末に秀元の援軍もあり明軍を撃破し、数日間稷山に駐屯した。駐屯中の長政に対して、解生は白鷹を贈るなどして和議を求めた。長政軍が稷山に至ると漢城では恐れ戦いた多くの人々が都から逃亡した。その後、長政は秀元、清正と鎮州で会議を行い、竹山、尚州、慶山、密陽を経て梁山倭城を築城して守備についた。
占領地を広げて冬営のために布陣していた日本軍に対し、12月末から経理・楊鎬、提督・麻貴率いる明軍が完成間近の蔚山倭城へ攻勢をかけ（第一次蔚山城の戦い）、加藤清正が苦戦すると西部に布陣していた日本軍は蔚山救援軍を編成して明軍を撃破した。長政はこの救援軍に600人を派遣しており、後にその不活発さを秀吉から叱責される。明の攻撃を受けた諸将は今後の防衛体制を整えるために蔚山倭城（最東方）、順天倭城（最西方）、梁山倭城（内陸部）の三城を放棄して戦線を縮小する案を秀吉に打診したが却下された。結局、長政の梁山倭城のみ放棄が認められ、以後撤退命令が出るまで長政は亀浦倭城へ移陣した。
慶長3年（1598年）8月18日、秀吉が死去し、日本軍が明軍を三路の戦いで撃破すると長政ら日本軍はそのまま撤退した。
このように朝鮮では数々の武功を挙げたが、同時に吏僚である石田三成や小西行長らと対立した。

### 関ヶ原の戦い

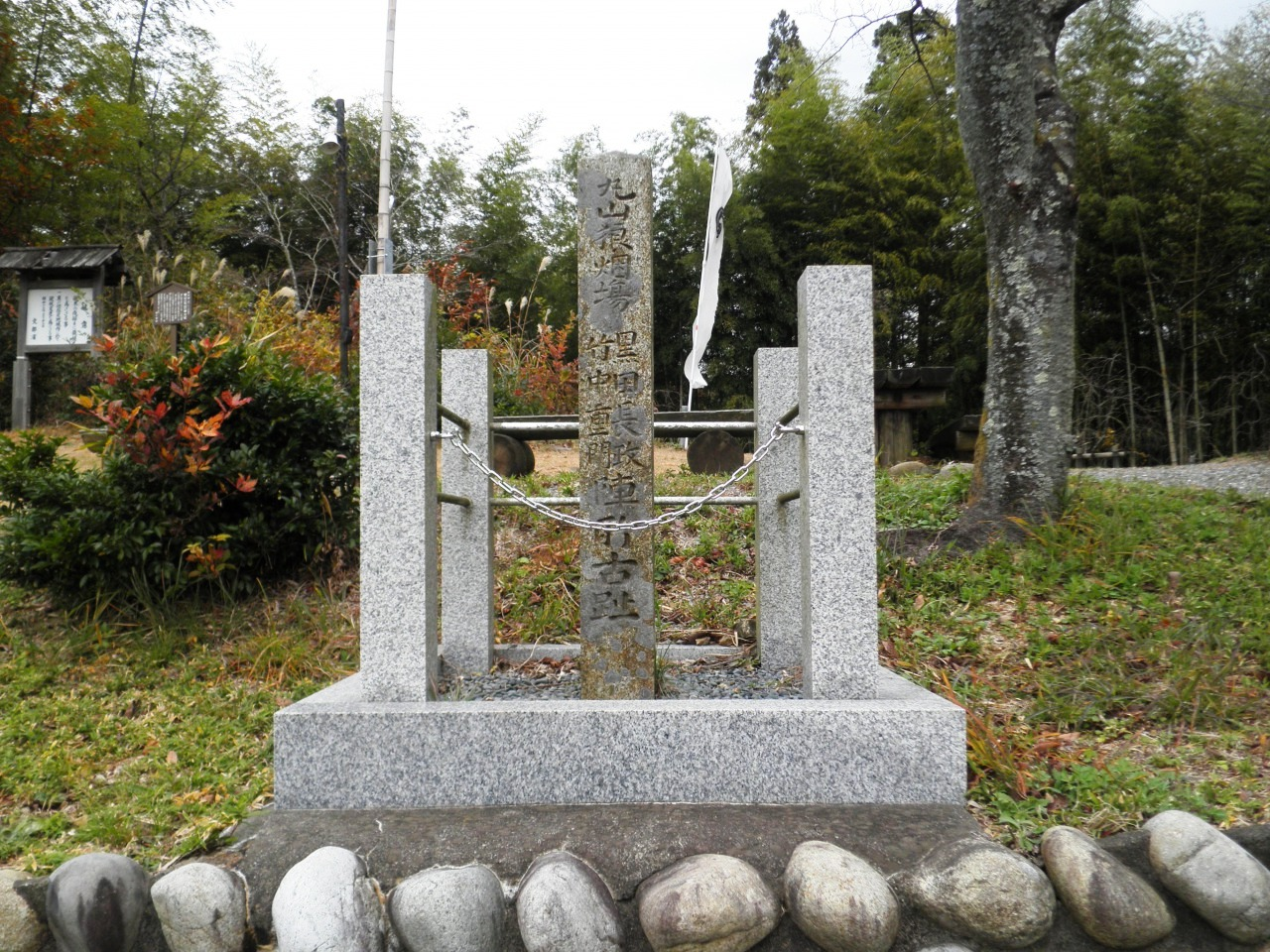
関ヶ原の戦いの黒田長政・竹中重門陣跡（岐阜県不破郡関ケ原町）

慶長3年（1598年）8月、秀吉が死去すると、三成ら文治派との路線対立から五大老の徳川家康に接近し、先に結婚していた蜂須賀正勝の娘・糸姫と離別し、秀吉の遺命に背いて家康の養女・栄姫（保科正直の娘）を新たに正室に迎えた。
慶長4年（1599年）閏3月、前田利家が死去すると、長政は福島正則や加藤清正ら武断派（いわゆる七将）と共に三成を襲撃した。このころ、根岸兎角ら優秀な鉄砲の遣い手を多数召抱えている。また、井伊直政と交渉し、徳川家と同盟を結ぶまでに関係を強めた。
慶長5年（1600年）、家康が会津の上杉景勝討伐（会津征伐）の兵を起すと家康に従って出陣し､出兵中に三成らが大坂で西軍を率いて挙兵すると、長政も東軍の武将として関ヶ原の戦いにおいて戦う。まず、去就に迷う武将らと交渉し、福島正則といった大名を東軍につけた。本戦では石田三成本陣と激戦の最中、長政家臣・菅正利率いる鉄砲隊が側面から鉄砲で攻撃。三成の家老・島清興を討ち取る功績を挙げた。さらに父・如水譲りの調略においても親戚でもあった平岡頼勝らを通じ、西軍の小早川秀秋や吉川広家など諸将の寝返りの工作を行った。それらの戦功により戦後、家康から御感状（福岡市博物館所蔵）を賜り、関ヶ原の戦い一番の功労者として子々孫々まで罪を免除するというお墨付きをもらい、筑前国名島に52万3,000余石を与えられた。

### 江戸時代
慶長6年（1601年）、豊前国より筑前国に入府。海外貿易の大湊、博多大津（三津七湊）を要する筑前は古来より町人や禅僧の力が強い地であり、長政や家臣達は威力を示すために武装して入部した。これを『筑前お討ち入り』といった。当初入城した小早川氏の居城であった名島城は手狭で簡素な城であり、太守としては不便な土地であったことから、父・如水とともに新たな城を築城する。堺と並ぶ商人の街・博多の那珂川を挟んだ隣接地を選び、当初は福崎といったその地を、黒田氏ゆかりの備前国の故地からとって福岡と名付け、同年に着工し、慶長11年（1606年）に福岡城は7年あまりで全体が完成。長政は初代福岡藩主となる。
慶長8年（1603年）、朝廷より従四位下、筑前守に叙任される。
慶長9年（1604年）、父・如水が京都伏見屋敷（または福岡城三の丸御鷹屋敷）にて死去した。如水はキリシタンであったため、葬儀はキリスト教カトリック式及び仏式で行われ、仏式では臨済宗京都大徳寺他にて大々的に執り行う。また、播磨国の鶴林寺においては、福岡藩の安寧と故地播磨をしのび大法要を行い、金銀を寄進した。
慶長10年（1605年）、藩領内の土地や住民に対し錠書を出す。
慶長11年（1606年）、長政は筑前入部に従い同行してきた商人・大賀宗九に対し徳川家康から海外貿易を行うための朱印状を受けさせる。宗九はこの貿易により巨万の富を築き以降、博多筆頭町人、福岡藩黒田家御用の地位を得、博多一の豪商となった。また、この年に亡父・如水の供養ために、京都の大徳寺山内に塔頭・龍光院を建立。

大坂夏の陣図屏風(黒田屏風)右隻（大阪城天守閣所蔵）

慶長17年（1612年）、嫡男の黒田忠之とともに上洛し、忠之は江戸幕府第2代将軍・徳川秀忠から松平の名字を与えられる。
慶長19年（1614年）、大坂冬の陣では江戸城の留守居役を務め、代理として忠之を出陣させる。徳川方によって長政の交流関係が調査され、徳川氏に対して繰り返し起請文を提出させられた。
慶長20年（1615年）、大坂夏の陣では秀忠に属して加藤嘉明とともに陣を張り、豊臣方と戦った。また、戦後、家臣の黒田一成に命じ、当時一流の絵師を集めて自らも参陣した『大坂夏の陣図屏風』（通称『黒田屏風』）を描かせたが、その絵の中には徳川軍の乱妨取りも詳細に描かれており、何故徳川方の長政が、味方の残酷極まりない有り様をこの大作に描かせたのか現在も論争が絶えない。同屏風は大阪市所有（大阪城天守閣保管）で、国の重要文化財に指定されている。
長政は藩主となって以降、数々の産業を奨励し博多人形や博多織、高取焼など伝統工芸の復興に力を入れ、現在に至るまで福岡の名産品となっている。
元和9年8月4日（1623年8月29日）、長政は京都における黒田家の位牌寺・報恩寺の客殿寝所にて、56歳の生涯を終えた。徳川家光の三代将軍宣下の先遣として、早くに上洛していたが、既に病にかかっていた状態であった。
辞世は「此ほどは浮世の旅に迷ひきて、今こそ帰れあんらくの空」。
跡を長男の忠之が継いだ。生前の長政は、忠之の器量を心配して廃嫡を考えたこともあったが、重臣の栗山利章（大膳）にも諌められ、思いとどまった。そして利章に忠之の補佐を託して亡くなった長政だったが、後に忠之と利章が対立するお家騒動が勃発することになった（黒田騒動）。

## 人物

黒田藤巴紋

- 築城の名手であり、家臣には林直利など天才的な石工、石材加工の職人集団がおり、江戸城築城の際の天守台、本丸の石垣、福岡市の箱崎宮や住吉神社、徳川家康を祀る日光東照宮の石の大鳥居（日本三大鳥居）、石塔、徳川期大坂城、名古屋城の通称「清正石」など、さまざまな巨石の建造物を各地に残している。各地の石切場に多くの石丁場（石切丁場）を作り、有名な天狗岩丁場などがある香川県小豆島[注釈 5]のほか、福岡県糸島市、静岡県伊豆市、神奈川県真鶴町（本小松石）などに遺跡がある。なお、日光東照宮には正室の栄姫（徳川家康の養女）も女性としては唯一、献灯篭を許されている。
- 朝鮮出兵の折の加藤清正の虎退治の逸話が江戸時代以降、軍記物語や講談で世間に広く知られ大変有名になったが、その元の話は長政とその家臣らの虎退治である。他にも長政の功績や逸話が後世に他の武将のものとされて『絵本太閤記』など軍記物に紹介されており、現代において長政の評価が低い原因のひとつと言われる。近年、福岡市博物館など、黒田家に関わる文書の研究が進み、再評価の動きがある。
- 歴史学者の渡邊大門が唱える新説によれば、長政の父・孝高は天下取りも出来るほどの逸材だったとの評は、実は長政による宣伝であったという。長政の遺言書には、「自分と父は、関が原の戦いで天下を取ろうと思えば取れたが、父はほぼ九州を支配下においており、自分がいなければ徳川家は関ヶ原で勝てたかどうかわからない。徳川家に天下を取らせることが良いことだと思ったために、この程度で甘んじたのだ。家康公もそのことがよくお分かりだったので、実質的に100万石の領地を与えられ、将軍家の姫君が降嫁し、子々孫々まで罪を免除されたのだ」と大いに自己宣伝をしている。これを伝え聞いた黒田藩士の学者・貝原益軒らが『黒田家譜』において黒田孝高を持ち上げたために、孝高の逸話が多く作られたとされているが[誰によって?]それを証明する文書が無い等、この渡邊大門の新説に対する異論もある[誰によって?]。なお、長政の遺言書は黒田騒動の時に幕府に寛大な措置を求めるために用意されたとする偽作説も小説にあるが、こちらも定かではない[12]。
- 熟慮断行の気性であったとされ、父・如水はそれを優柔不断のように見たのか「自分はかつて小早川隆景に、物事の決断が早すぎるので慎重にしたほうがよいと言われたが、おまえはその逆だから注意しろ」との意味の言葉をかけたとも言われる。
- 明治時代に福本日南が著した『黒田如水』[13]や 大正時代に金子堅太郎（父親が福岡藩士）が著した『黒田如水伝』では、関ヶ原戦直後、家康は長政の功労に自らその手をとって賞したという。帰郷してこのことを父・如水に話すと、如水に「それはどちらの手であったか」と尋ねられた。長政が「右手でございます」と答えると、如水に「その時、左手は何をしていた?（空いた手で家康の首を取れる絶好の機会にお前は何をしていた）」と詰問されたという話がある[14]。これは司馬遼太郎の『播磨灘物語』や大河ドラマ『軍師官兵衛』[15]等で取り上げられる著名なエピソードであるが、出典は明確になっていない。中世史家の本郷和人は「如水の性格から言って考えにくい、この時の長政は唯一の黒田家の跡取りで、ここまで非情なことをする人ではない」と否定的な意見を述べている[16]。
- 領地の筑前南部、筑紫平野は九州一の穀倉地帯であり、当時は日本有数の米所であった。長政は筑後川から灌漑用水を引き、新田開発を奨励した。遠賀平野においても遠賀川から用水を引き新田開発を行った。糸島地区では干拓を奨励し、新たに2万石の田畑を開発している。
- バテレン追放令により、秀吉から改宗を迫られ、父の孝高が率先してキリスト教を棄教すると長政自らも改宗した。徳川政権下では迫害者に転じ、領内でキリシタンを厳しく処罰したという。
- 「異見会」という家老と下級武士の代表を集め対等な立場で討論の上で決断する仕組みを作ったとされる。その場でもし、長政に少しでも怒るような雰囲気が見られると、他の者達は「おやおやこれは一体どういうことですか怒り給えるように見えますぞ」と言い、すると長政は「いやいや、心中には少しも怒りはない」と顔色を和らげたという。
- 天正19年（1591年）、高野山常喜院に、護摩堂本尊である大威徳明王像、幣振不動明王を寄進している。
- 能楽の観世流の謡曲を得意とし、観世大夫・黒雪斎暮閑に学び家臣らによく謡って聞かせたという。家臣の母里友信はこの時、我慢できずに長政に人前では謡ってはなりませぬと進言したという。そして友信に長政は、率直に申したと、刀「関の孫六」を授けたという逸話が残っている。後年、黒田家の式楽のうち、能楽は喜多流に替わるが、長政は父と豊臣時代から交流のあった初世の喜多七太夫長能を重用している。
- 会津征伐出陣に際し、黒田家の御用を勤めていた、元足利将軍家の茶の宗匠・比喜多養清との繋がりで臨済宗建仁寺の塔頭・両足院にて必勝祈願し、元は鞍馬寺にあり同寺に祀られていた小さな毘沙門天像を兜の中に入れ関ヶ原に出陣した。明治になり黒田侯爵家から像が寄進され、現在は両足院毘沙門天堂に秘仏として祀られる。

### 対人関係
- 豊臣秀吉の死後は藤堂高虎に負けず劣らずの体で、徳川家康に忠実に仕えた。蜂須賀正勝の娘・糸姫を離縁して家康の養女栄姫をめとり、さらに家康の命令の天下普請賦役をつつがなくこなした。特に江戸城の天守台及び本丸の石垣普請等、これらの功により外様大名でありながらも信頼された。また、家康に柳生宗厳（石舟斎）を京都で引き合わせて、柳生氏が徳川将軍家の剣術指南役となるきっかけを作っている。
- 関ヶ原の戦いには、かつて幼少期に織田家の人質のころ、処刑されるところであった長政（松寿丸）を助けた恩人である竹中重治の子にあたる竹中重門が長政軍の客将として加わり、烽火場の陣（岡山烽火場、または丸山烽火場）を敷いている。
- 父・如水が死去すると、黒田家随一の勇将で武功も多く如水から家臣ながら大名並みの厚遇を与えられていた後藤基次（又兵衛）を追放し、さらに奉公構という措置を取った。これは、一般には長政が基次の功績とかつて如水に寵愛されたことを疎ましく思ったからとされるが、むしろ基次は長政から厚遇されており、実際には、長政が仲の悪い細川家との付き合いを家臣に禁じたにもかかわらず、基次がこの掟に従わなかったことが主原因とする見方が強い[注釈 6]。
- 晩年には長男の万徳丸（後の黒田忠之）の器量を心配して、いくつもの家訓（御定則）を与えている（御定則は後世の創作であるとも）。また、一時は忠之を廃して三男の黒田長興を後継者にすることを考えたとされる。
- 息子・忠之が4歳の袴着式を迎えた時、母里友信は「父君以上の功名を挙げなさい」と言ったという。それを知った長政は「父以上の功名とは何事だ。朝鮮でも度々、その後も関ヶ原の合戦と、私は武辺を示してきた。私は其方共に見限られるような武将ではない！」と激怒し、友信を誅そうとしたという。ただし、栗山利安のとっさの取り成しにより収まった。
- 『名将言行録』に、家中の剣の達人、林田左門に挑んだ家中の若者に対し、その勇を褒めつつ、「素人が達人に勝てぬのは当然のことであり、恥ではない。私も若いころ、柳生但馬(柳生宗矩)や疋田文五郎(疋田景兼)には散々に打ち据えられたものだ。そなたは林田に入門し、よく励んで腕を上げよ」と諭したところ、若者は感激して奮起し、後に達人となったので、人々は長政に主の器量ありと称えたという逸話がある。
- 伏見城に晒された石田三成を見ると「勝敗は兵家の常とはいえ、五奉行筆頭の貴殿が、このような境遇になろうとは……。さぞやご無念でござろう」と自身の羽織をかけて労った。[17]

## 系譜
- 父：黒田孝高（1546/47-1604）
- 母：櫛橋光（1553-1627）、幸圓、照福院 - 小寺政職の養女、櫛橋伊定の娘
- 正室：糸姫（1571-1645） - 豊臣秀吉の養女、蜂須賀正勝の娘
  - 長女：菊子 - 井上庸名[注釈 7]室
- 継室：栄姫（1585-1635）、ねね姫、大凉院 - 徳川家康の養女、保科正直の娘
  - 長男：黒田忠之（1602-1654） - 始め忠長、忠政、次代当主（嫡男）
  - 次女：徳（1606-1625） - 榊原忠次正室[注釈 8]
  - 三男：黒田長興（1610-1665）
  - 四男：黒田高政（1612-1639）
  - 三女：亀子（1616-1645） - 池田輝興正室
- 側室：長徳院 - 筑紫広門の娘
  - 次男：黒田政冬（1605-1625） - 甚四郎、早逝：当初8000石

## 子孫
- 嫡男・忠之の血筋はその後、黒田光之 - 綱政 - 宣政と続いたが、宣政には子が生まれなかったため、これをもって断絶となった。宣政の跡を継いで6代福岡藩主となった継高は、綱政の弟・長清の子で孝高・長政の血を引いていたが、継高の実子である重政と長経はともに早世してしまい、正室・幸子（圭光院）との間に儲けた長女、藤子が嫁いだ岡山藩池田家から外孫の池田長泰を養子に迎えようとしたが、幕府の意向により御三卿の一橋徳川家から治之を養子に迎えたため、これをもって断絶となった。
- 三男・黒田長興の系統（秋月藩）も、長重―長軌と続いて断絶しており、よって長政の男系子孫はいないということになる。

ただし、女系を介しての子孫は続いており、以下のようになる。
黒田家（宗家）
- 3代藩主・光之の長女・筑姫（宝厳院）は酒井忠挙に嫁ぎ、前橋藩酒井家、丸亀藩京極家、横須賀藩西尾家などに血脈を伝えている。
- 6代藩主・継高の長女・藤子（宝源院）は池田宗政に嫁ぎ、岡山藩池田家、人吉藩相良家などに血脈を伝えている。元首相細川護煕と実弟近衞忠煇は父方の祖母がこの系統である。また、次女・為姫（心珠院）は酒井忠温に嫁ぎ、庄内藩酒井家、久留里藩黒田家をはじめ、多くの大名家に子孫を残した。三女・正姫（玉津院）は福岡藩支藩の秋月藩の黒田長邦に嫁いだ。

黒田家（秋月家）
秋月黒田家は、男系3代で絶えた後、女系で第4代黒田長貞から最後の藩主の長徳まで長政の血統を継いでいた。しかし、長徳は黒田本家から長敬（黒田長知の子）を養子に迎えたため、これをもって途絶えることとなった。長徳の血統は以下のとおり。
| 長政 | 長政 | 長政     | 長政     | 長政     | 長政     |          |          | 長興 | 長興 | 長興 | 長興 | 長興 | 長興 |      |      | 勝子（黒田一貫室） | 勝子（黒田一貫室） | 勝子（黒田一貫室） | 勝子（黒田一貫室） | 勝子（黒田一貫室） | 勝子（黒田一貫室） |              |              | 鶴子（野村祐春室） | 鶴子（野村祐春室） | 鶴子（野村祐春室） | 鶴子（野村祐春室） | 鶴子（野村祐春室） | 鶴子（野村祐春室） |      |      | 長貞 | 長貞 | 長貞 | 長貞 | 長貞 | 長貞 |  |  | 春姫（秋月種美室） | 春姫（秋月種美室） | 春姫（秋月種美室） | 春姫（秋月種美室） | 春姫（秋月種美室） | 春姫（秋月種美室） |  |  | 秋月種茂 | 秋月種茂 | 秋月種茂 | 秋月種茂 | 秋月種茂 | 秋月種茂 |  |  |  |  |  |  |
| 長政 | 長政 | 長政     | 長政     | 長政     | 長政     |          |          | 長興 | 長興 | 長興 | 長興 | 長興 | 長興 |      |      | 勝子（黒田一貫室） | 勝子（黒田一貫室） | 勝子（黒田一貫室） | 勝子（黒田一貫室） | 勝子（黒田一貫室） | 勝子（黒田一貫室） |              |              | 鶴子（野村祐春室） | 鶴子（野村祐春室） | 鶴子（野村祐春室） | 鶴子（野村祐春室） | 鶴子（野村祐春室） | 鶴子（野村祐春室） |      |      | 長貞 | 長貞 | 長貞 | 長貞 | 長貞 | 長貞 |  |  | 春姫（秋月種美室） | 春姫（秋月種美室） | 春姫（秋月種美室） | 春姫（秋月種美室） | 春姫（秋月種美室） | 春姫（秋月種美室） |  |  | 秋月種茂 | 秋月種茂 | 秋月種茂 | 秋月種茂 | 秋月種茂 | 秋月種茂 |  |  |  |  |  |  |
|      |      |          |          |          |          |          |          |      |      |      |      |      |      |      |      |                    |                    |                    |                    |                    |                    |              |              |                    |                    |                    |                    |                    |                    |      |      |      |      |      |      |      |      |  |  |                    |                    |                    |                    |                    |                    |  |  |          |          |          |          |          |          |  |  |  |  |  |  |
|      |      |          |          |          |          |          |          |      |      |      |      |      |      |      |      |                    |                    |                    |                    |                    |                    |              |              |                    |                    |                    |                    |                    |                    |      |      |      |      |      |      |      |      |  |  |                    |                    |                    |                    |                    |                    |  |  |          |          |          |          |          |          |  |  |  |  |  |  |
|      |      | 黒田長舒 | 黒田長舒 | 黒田長舒 | 黒田長舒 | 黒田長舒 | 黒田長舒 |      |      | 長韶 | 長韶 | 長韶 | 長韶 | 長韶 | 長韶 |                    |                    | 慶子(長元室)       | 慶子(長元室)       | 慶子(長元室)       | 慶子(長元室)       | 慶子(長元室) | 慶子(長元室) |                    |                    | 長徳               | 長徳               | 長徳               | 長徳               | 長徳 | 長徳 |      |      |      |      |      |      |  |  |                    |                    |                    |                    |                    |                    |  |  |          |          |          |          |          |          |  |  |  |  |  |  |
|      |      | 黒田長舒 | 黒田長舒 | 黒田長舒 | 黒田長舒 | 黒田長舒 | 黒田長舒 |      |      | 長韶 | 長韶 | 長韶 | 長韶 | 長韶 | 長韶 |                    |                    | 慶子(長元室)       | 慶子(長元室)       | 慶子(長元室)       | 慶子(長元室)       | 慶子(長元室) | 慶子(長元室) |                    |                    | 長徳               | 長徳               | 長徳               | 長徳               | 長徳 | 長徳 |      |      |      |      |      |      |  |  |                    |                    |                    |                    |                    |                    |  |  |          |          |          |          |          |          |  |  |  |  |  |  |

- 4代藩主・黒田長貞の娘は、公家の唐橋在家、甘露寺規長に嫁ぎ、それぞれ嫡子を生み、多くの公家や佐賀藩鍋島家と加賀前田家に血脈を伝えている。また前述のとおり、高鍋藩秋月家に春姫が嫁ぎ、血脈を伝えた。
  - 秋月種茂の実弟（同母弟）にあたる上杉治憲（鷹山）は、子の顕孝が早世してしまったため、この家系も断絶している。
  - 黒田長舒の実兄、秋月種徳の孫である種殷の娘が黒田長徳に嫁いだがこの間に子はなく、前述の通り長敬を養子に迎えた。種殷の跡はその実弟の種樹が継承し、その秋月家の家系は現在まで続いている。
    - 秋月種茂－種徳－種任－種樹－種繁－種苞－種久－種高(現当主)

- 5代藩主・黒田長邦の娘・於艶（蘭香院）は保科正率に嫁ぎ、上総飯野藩保科家、越後高田藩榊原家、三菱財閥岩崎家などに多くの血脈を伝えている。

## 関連史跡ほか
- 黒田如水の墓（崇福寺）
- 墓所
  - 福岡市博多区の崇福寺。
- 祀社
  - 　福岡市中央区西公園の光雲神社。初代藩主黒田長政を祭神、「武威円徳聖照権現」として祀る。[18]

### その他
- 特撮番組『ウルトラマン』に登場する怪獣・ゴモラの頭のデザインは、長政の兜を元にしている[19]。
- 京都市上京区の「甲斐守町」の地名は、黒田長政の屋敷があった跡だと考えられ、他にも伏見城の鬼門の方角のキリシタン大名の武家地にも屋敷があった。
- 神奈川県真鶴町の西念寺には、黒田長政の供養塔がある。これは江戸城築城の際、普請を請け負った真鶴の本小松石を発見した黒田藩を顕彰したものである。
- 愛知県名古屋市金山の高野山真言宗・真勝院には、長政が寝所に祀っていた念持佛、大威徳明王尊像が秘仏として祀られている。
- 長政の肖像画は数点残っているが、著名な福岡市博物館の騎馬像の他、江戸の黒田家菩提寺祥雲寺には大徳寺住持である江月宗玩賛による僧形肖像画が残されている。
- 福岡県糟屋郡新宮町に興雲寺がある。これは、長政の死去後亡骸を福岡に運んだ際に一晩亡骸を安置したことから、後に黒田家より長政の戒名の一部を寺院の名前として下賜されたものである。